# 501 a.C.

## Eventos
- Póstumo Comínio Aurunco e Tito Lárcio Flavo, cônsules romanos. Lárcio renuncia e é eleito ditador.[1]
- Mamílio exorta os latinos a guerrearem contra Roma, a favor do seu sogro Tarquínio.[2]
- Demócrito, filósofo de Abdera, floresceu por volta desta época.[2]
- Terremoto em Tiro destrói o porto egípcio.[3]

## Nascimentos
- Anaxágoras, o filõsofo.[2]